# Eumenes totonacus
Eumenes totonacus är en stekelart som beskrevs av Henri Saussure. Eumenes totonacus ingår i släktet krukmakargetingar, och familjen Eumenidae. Inga underarter finns listade i Catalogue of Life.